# Torre Imagine a Paz
Torre Imagine a Paz ou Imagine Peace Tower (Islandês: Friðarsúlan) é um memorial a John Lennon localizado na Ilha Viðey, na Baía Kollafjørður, nas cercanias de Reykjavík, capital da Islândia, inaugurado em 9 de outubro de 2007. A obra, da artista Yoko Ono, viúva do falecido beatle, é, ainda, um monumento-símbolo à paz mundial. Consiste em uma torre de luz, projetada a partir de uma pedra monumental branca em cuja parede está esculpida a expressão "Imagine Peace" em 24 idiomas. Essas escrituras e o nome da torre são uma referência à canção de Lennon, "Imagine". É projetada, a partir dessa base, uma torre de luz de alto alcance que ilumina o céu verticalmente.
A torre é composta por 15 holofotes com prismas que atuam como espelhos, refletindo a coluna de luz verticalmente para o céu a partir de um poço dos desejos de 10 metros de largura. A torre muitas vezes chega à base das nuvens e de fato pode ser vista penetrar sua cobertura. Em noites claras, a luz do monumento parece atingir uma altitude de pelo menos 4000m. A energia para as luzes é fornecida pela única rede de energia geotérmica da Islândia, e são usados aproximadamente 75 kW de potência.
Estão enterrados abaixo da torre de luz mais de 500 mil desejos escritos que Ono reuniu ao longo dos anos em outro projeto, chamado "Árvores dos desejos". Ono planeja que a torre se mantenha acesa, a cada ano, de 9 de outubro, aniversário de Lennon, a 8 de dezembro, data em que ele foi baleado e morto. A Islândia foi selecionada para o projeto em decorrência de sua beleza natural e seu uso eco-friendly de energia geotérmica.
A construção da torre começou em 9 de outubro de 2006, quando Ono decidiu sua localização, que foi apresentada oficialmente na mesma data do ano seguinte. A cerimônia de inauguração foi transmitida internacionalmente por meio de inúmeras redes de televisão. Na ocasião, estavam juntos a Ono o filho Sean Lennon, o companheiro beatle Ringo Starr, Olivia Harrison, viúva de George Harrison, e o filho do casal, Dhani Harrison. Paul McCartney foi convidado, mas não pôde comparecer em decorrência de um processo judicial. Yoko Ono disse que no dia da inauguração que a torre foi a melhor coisa que ela e John já tinham feito.

## As frases da torre

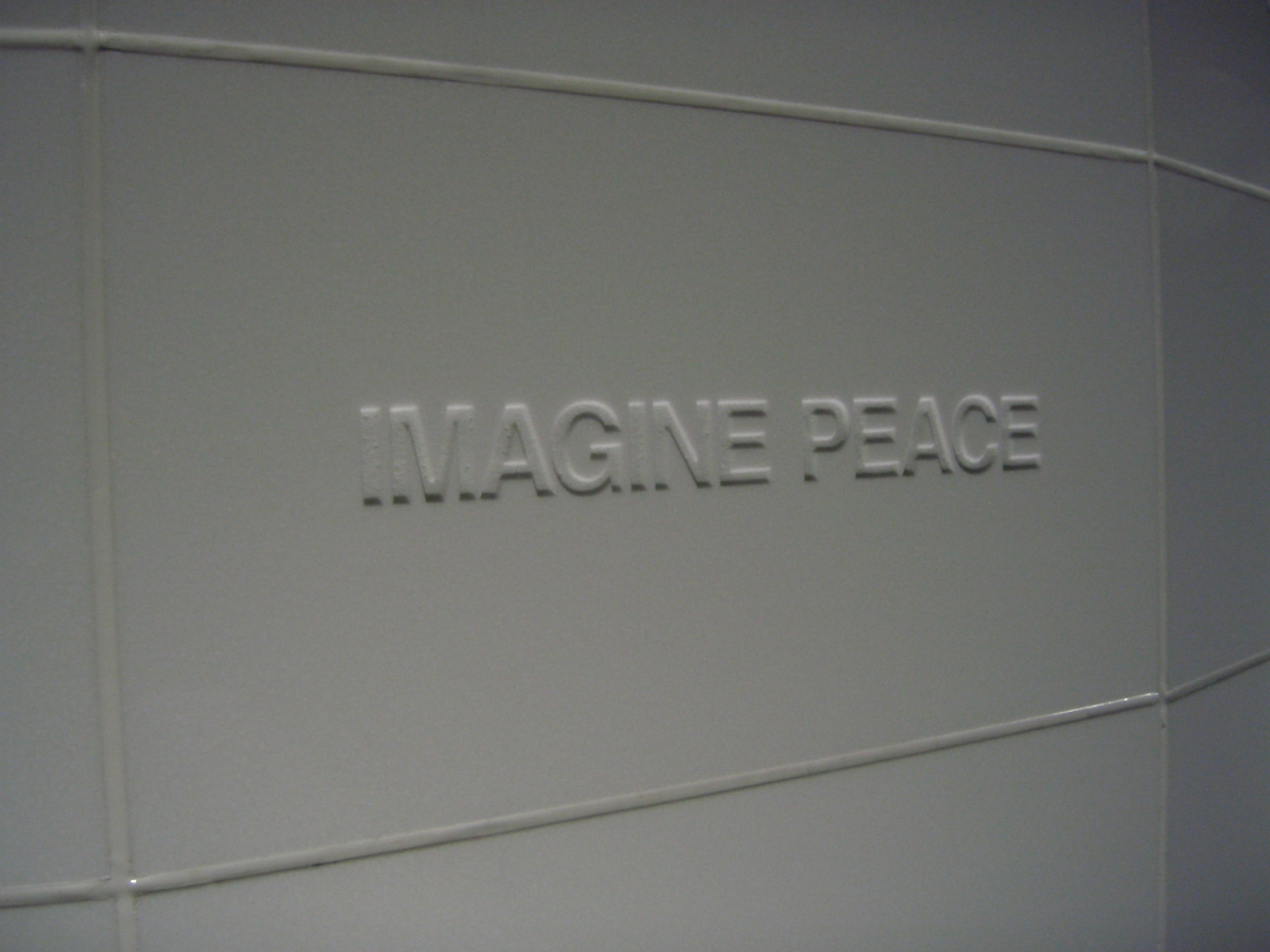
A mensagem "Imagine a Paz" escrita em inglês no pilar do monumento.

A expressão, escrita na torre em 24 línguas :
| Inglês: IMAGINE PEACE                | Swahili: TUFIKIRIENI AMANI              |
| Japonês: 平和な世界を想像してごらん  | Islandês: HUGSA SÉR FRIÐ                |
| Coreano: 평화를 꿈꾸자               | Turco: BARIŞI DÜŞLE                     |
| Chinês: 想像世界有了和平             | Persa: به صلح بیندیش‎                    |
| Árabe: احلم سلام‎                     | Filipino: ILARAWAN ANG MUNDONG MAPAYAPA |
| Português: IMAGINE A PAZ             | Tâmil: சமாதானத்தை நினையுங்கள்                    |
| Russo: ПРЕДСТАВЬТЕ СЕБЕ МИР          | Húngaro: KÉPZELD EL A BÉKÉT             |
| Hindi: शान्ति की कल्पना करें                 | Finlandês: KUVITTELE RAUHA              |
| Alemão: STELL DIR VOR ES IST FRIEDEN | Georgiano: წარმოიდგინეთ მშვიდობა        |
| Italiano: IMMAGINA LA PACE           | Tibetano padrão: ཞི་བ་སྒོམས་               |
| Francês: IMAGINEZ LA PAIX            | Hebraico: חלום שלום‎                     |
| Espanhol: IMAGINA LA PAZ             | Inuktitut: ᓴᐃᒪᖃᑎᒌᑦᑕ                     |

Há, ainda, um painel adicional, em inglês, no qual se lê:

Eu dedico essa torre de luz a John Lennon,
meu amor por você é eterno.
Yoko Ono,
9 de outubro de 2007.